# Setzer-Zwergmaus
Die Setzer-Zwergmaus (Mus setzeri) ist ein im südlichen Afrika verbreitetes Nagetier in der Gattung der Mäuse. Sie bildet mit mehreren anderen Arten die Untergattung Nannomys. Das Typusexemplar stammt aus dem westlichen Botswana. Der deutsche und der wissenschaftliche Name ehren den US-amerikanischen Zoologen Henry W. Setzer.

## Merkmale
Wie der Name vermuten lässt, ist die Art mit einer Kopf-Rumpf-Länge um 61 mm, einer Schwanzlänge von 31 bis 48 mm und einem Gewicht von 5 bis 9 g eine sehr kleine Maus. Sie hat 13 bis 15 mm lange Hinterfüße und 13 bis 14 mm lange Ohren. Die Haare der Oberseite sind an den Wurzeln grau, in der Mitte gelbbraun und an den Spitzen vereinzelt schwarz, was ein gesprenkeltes gelb- bis orangebraunes Aussehen erzeugt. An den Seiten fehlen die schwarzen Spitzen und die Unterseite ist weiß. Die Grenze kann weit oberhalb der Seitenlinie liegen. Als typische Maus hat die Art spitze Schnauze und lange Vibrissen. Weitere Kennzeichen des Kopfes sind ein weißer Mund, weiße Wangen, abgerundete hellbraune Ohren und ein heller Fleck unterhalb jeden Ohres. Typisch für die Hände und Füße sind vier Finger, fünf Zehen und kräftige Krallen. Der Schwanz hat eine weißliche Farbe. Bei der ähnlichen Temminck-Zwergmaus (Mus musculoides) ist das Fell allgemein dunkler und der Schwanz hat eine dunkle Oberseite. Die Wüsten-Zwergmaus (Mus indutus) hat kürzere Ohren und weißes Fell nur unterhalb der Seitenlinie.

## Verbreitung und Lebensweise
Die Setzer-Zwergmaus hat mehrere disjunkte Populationen in Sambia, Namibia und Botswana. Sie hält sich im Hügel- und Bergland bis 1100 Meter Höhe auf. Diese Maus wurde am Rande von Sümpfen, in trockenen Savannen und in anderen Grasländern registriert. Sie ist, soweit bekannt, nachtaktiv und lebt auf dem Boden. Weitere Angaben zum Verhalten fehlen.

## Gefährdung
Für den Bestand sind keine Bedrohungen bekannt. Auch wenn die Setzer-Zwergmaus sehr selten registriert wird, gilt ihre Population als stabil. Die IUCN listet die Art als nicht gefährdet (least concern).